# Helmut Prenner
Helmut Prenner (* 17. Februar 1979 in Kirchberg am Wechsel) ist ein ehemaliger österreichischer Fußballspieler, der später als -trainer in der Nachwuchsarbeit aktiv wurde.

## Spielerkarriere

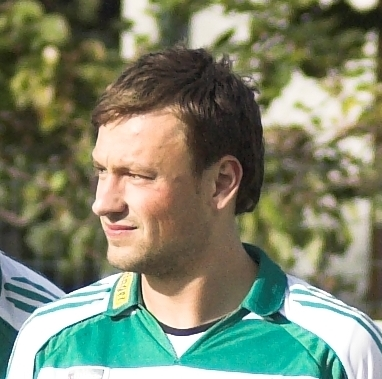
Helmut Prenner als Spieler des SK Rapid Wien (2005)

Helmut Prenner wurde als Sohn von Helmut Prenner (1954–2020) und dessen Ehefrau Christina in Kirchberg am Wechsel geboren.
Seine Vereinskarriere begann er im Jahr 1986 bei seinem Heimatverein, dem USV Kirchberg am Wechsel, bei dem er alle Jugendmannschaften durchlief und sich bereits als 16-Jähriger einen Stammplatz in der ersten Mannschaft erkämpfte. Dies machte die Talentespäher des SK Rapid Wien aufmerksam, die ihn im Sommer 1999 leihweise für die zweite Mannschaft verpflichteten. Obwohl er sich einen Stammplatz erspielte, wechselte er im Sommer zum SC Aspang. Ein weiteres Jahr danach wurde er vom VfB Admira Wacker Mödling unter Vertrag genommen. Für diesen bestritt er neben 18 Spielen in der niederösterreichischen Landesliga weitere 18 Spiele in der österreichischen Bundesliga. Dennoch wechselte Prenner im Sommer 2003 zum 1. Wiener Neustädter SC, wo er nur bis zum Winter blieb, da ihn der SKN St. Pölten für die Regionalliga Ost verpflichtete.
Ab Sommer 2005 wurde der Mittelfeldspieler neuerlich vom SK Rapid Wien unter Vertrag genommen; diesmal für den Kader der Bundesligamannschaft. Dort kam er unter Trainer Josef Hickersberger lediglich zu zwei Kurzeinsätzen in der Bundesliga. Dennoch hatte er dort seinen größten sportlichen Erfolg, als er am 3. August 2005 in der Qualifikation zur UEFA Champions League beim 3:2-Heimsieg gegen F91 Düdelingen 90 Minuten mitwirken durfte.
Nachdem sein Vertrag mit Rapid im Jänner 2006 mit sofortiger Wirkung beendet worden war, wechselte Prenner noch in der Winterpause 2005/06 zurück zum SKN St. Pölten. Ab der Herbstsaison 2006 spielte Prenner für den SC-ESV Parndorf 1919 in der Ersten Liga. Ab der Herbstsaison 2008 spielte Prenner für den SKN St. Pölten in der Ersten Liga, wo er einen Vertrag bis 2011 unterzeichnet hat, jedoch wechselte er bereits im Sommer 2009 zum ASK Baumgarten in die Regionalliga Ost.
Im Winter 2010 schloss er sich dem 1. SC Sollenau an. Mit diesem schaffte er auf Anhieb den Meistertitel in der Landesliga Niederösterreich und damit den Aufstieg in die Regionalliga Ost, wo er als Kapitän fungierte. Im Sommer 2015 wechselte Prenner in die Landesliga Burgenland zum SV St. Margarethen zu seinem Ex-Trainer Gerhard Gmasz. Nachdem dieser im Sommer 2016 abgelöst wurde, wechselte auch Prenner den Verein und schloss sich dem unterklassigen UFC St. Georgen/Eisenstadt an. Dort blieb er jedoch nur bis zum Winter, denn zu Jahresbeginn 2017 wechselte Prenner in die Nähe seiner Heimat, zur SV Gloggnitz. Mit dem Meistertitel in der Gebietsliga Süd/Südost (2017/18) sowie dem Triumph im niederösterreichischen Fußballpokal 2018/19 konnte er zu seiner langen Karriere noch weitere Erfolge hinzufügen.
Aufgrund des Landespokalsiegs in der vorangegangenen Saison nahm er mit dem Verein am österreichischen Fußballpokal 2019/20 teil. Dort traf der mit den Gloggnitzern in der ersten Runde auf den Bundesligisten SKN St. Pölten und traf vor über 1.000 Zusehern gegen seinen Ex-Verein sogar zum zwischenzeitlichen Ausgleich. Das Spiel endete in einer knappen 1:2-Niederlage der SV Gloggnitz und dem vorzeitigen Ausscheiden aus dem Bewerb. Mit 40 Jahren, fünf Monaten und drei Tagen zählt Prenner laut Transfermarkt.at zu den ältesten Torschützen in der ÖFB-Cup-Geschichte. In dieser Saison beendete er nach insgesamt 73 Meisterschaftsspielen, in denen er 19 Tore erzielte seine Karriere als Aktiver, kehrte jedoch in der Spielzeit 2021/22 noch einmal kurz zum Klub zurück und brachte es im Herbst 2021 zu sechs Kurzeinsätzen in der 2. Landesliga Ost. Die SV Gloggnitz wurde am Ende der Saison Meister und stieg in die viertklassige 1. NÖN-Landesliga auf.

## Trainerkarriere
Seit September 2014 befindet sich Helmut Prenner im Besitz der ÖFB-D-Trainerlizenz; kurz davor hatte er im Jahr 2014 bereits als Co-Trainer im Nachwuchsbereich des SC Matzendorf-Hölles gearbeitet. Am Ende seiner Zeit beim 1. SC Sollenau trat er auch bei diesem kurzzeitig als Co-Trainer in der Jugend in Erscheinung und erlangte im September 2015 die UEFA-C-Lizenz. Im April 2018 folgte die UEFA-B-Lizenz, gefolgt von der UEFA-A-Lizenz im Juni 2022. Im Zeitraum von 2019 bis 2021 war er als Co-Trainer für die U-16- und U-18-Mannschaften an der AKA Burgenland mitverantwortlich.

## Sonstiges
Helmut Prenner ist hauptberuflich als Lehrer tätig und unterrichtet an der Sport-MS Wiener Neustadt in den Fächern Mathematik, Fußball, Bewegung & Sport, Physik sowie Informatik und ist für die U-15-Mannschaft der Schule verantwortlich.

## Erfolge
mit dem 1. SC Sollenau
- Meister der 1. NÖN-Landesliga: 2009/10

mit der SV Gloggnitz
- Meister der Gebietsliga Süd/Südost: 2017/18
- Niederösterreichischer Pokalsieger: 2018/19
- Meister der 2. Landesliga Ost: 2021/22